# Rivière-les-Fosses
Rivière-les-Fosses är en kommun i departementet Haute-Marne i regionen Grand Est (tidigare regionen Champagne-Ardenne) i nordöstra Frankrike. Kommunen ligger i kantonen Prauthoy som tillhör arrondissementet Langres. År 2022 hade Rivière-les-Fosses 184 invånare.

## Befolkningsutveckling
Antalet invånare i kommunen Rivière-les-Fosses
| Referens: INSEE |